# Jacques Choffel
Œuvres principales
- Richard Cœur de Lion ...et l'Angleterre cessa d'être normande
- Le Dernier Duc de Bretagne - François II

Jacques Choffel, né le 14 décembre 1915 à Paris, où il est mort le 8 janvier 1996, est un écrivain français spécialiste de l'histoire de la Bretagne et de la Normandie.

## Biographie
C'est à 52 ans, qu'en parallèle de sa vie professionnelle, Jacques Choffel publie son premier livre. Sorti d'HEC Paris, rien apparemment ne le préparait à s'intéresser à l'histoire de la Bretagne, de la Normandie, de l'Aquitaine et de l'Anjou. Le mérite revient à l'esprit éclectique de Jacques Choffel qui se définit lui-même avec humour : « Je suis mi-Socrate, mi-César Birotteau ».
Il se passionne donc pour :
- celui qu'on disait « Agréable aux dames estoit »[4], François II, dernier duc de Bretagne ;
- les comtes d'Anjou, qu'on appelait Plantagenêts. Guillaume le Conquérant, Aliénor d'Aquitaine et cette famille à la fois ducs de Normandie et rois d'Angleterre, ducs d'Aquitaine et comtes de Poitou. Ils régnaient de l'Écosse aux Pyrénées ;
- le fils de Philippe Auguste et père de saint Louis, le seul monarque français à avoir fait flotter les bannières fleurdelysées sur la Tour de Londres : Louis VIII de France dit Le Lion ;
- l'Histoire de la poésie à travers Charles d'Orléans ;
- le troisième duc de Normandie, Richard Ier dont la bravoure lui valut le surnom de Sans peur ;
- les croisades à travers un des plus célèbres des chevaliers : fils d'Anjou et d'Aquitaine, héritier du conquérant, Richard Cœur de Lion ;
- « Le plus valeureux, mais aussi le plus maladroit »[5] des fils du duc Guillaume : Robert II de Normandie ;
- mais aussi des femmes normandes oubliées : la duchesse Gonnor que l'on appelait le Lys du matin, Helvise d'Évreux ou Sibylle de Conversano, Rosemonde ou Mahaut.

L'hommage de son fils Laurent Choffel, écrit pour la parution posthume de son dernier livre Richard sans Peur, duc de Normandie (932-996) :

« Pok-Pok,
Avec ce dernier ouvrage, tu restes plus que jamais vivant dans mon cœur.
Avec ta façon de raconter, l'Histoire de France devient un récit captivant plein de rebondissements imprévus.
Mille ans après tu as su retrouver dans tes vieux grimoires, écrits en latin ou en vieux français, les détails des événements mais surtout les caractères et les motivations de chacun.
Grâce à toi, c'est une révélation.
Je suis capable d'adorer ou de détester ces personnages que tu dépeins si bien.
Après Richard Sans-Peur, il nous viendra à tous l'envie irrésistible de lire ou de relire tous tes livres.
Laurent »

Sa petite-fille, Sandrine Jonchère-Choffel, est aussi auteur de plusieurs romans,.

## Publications

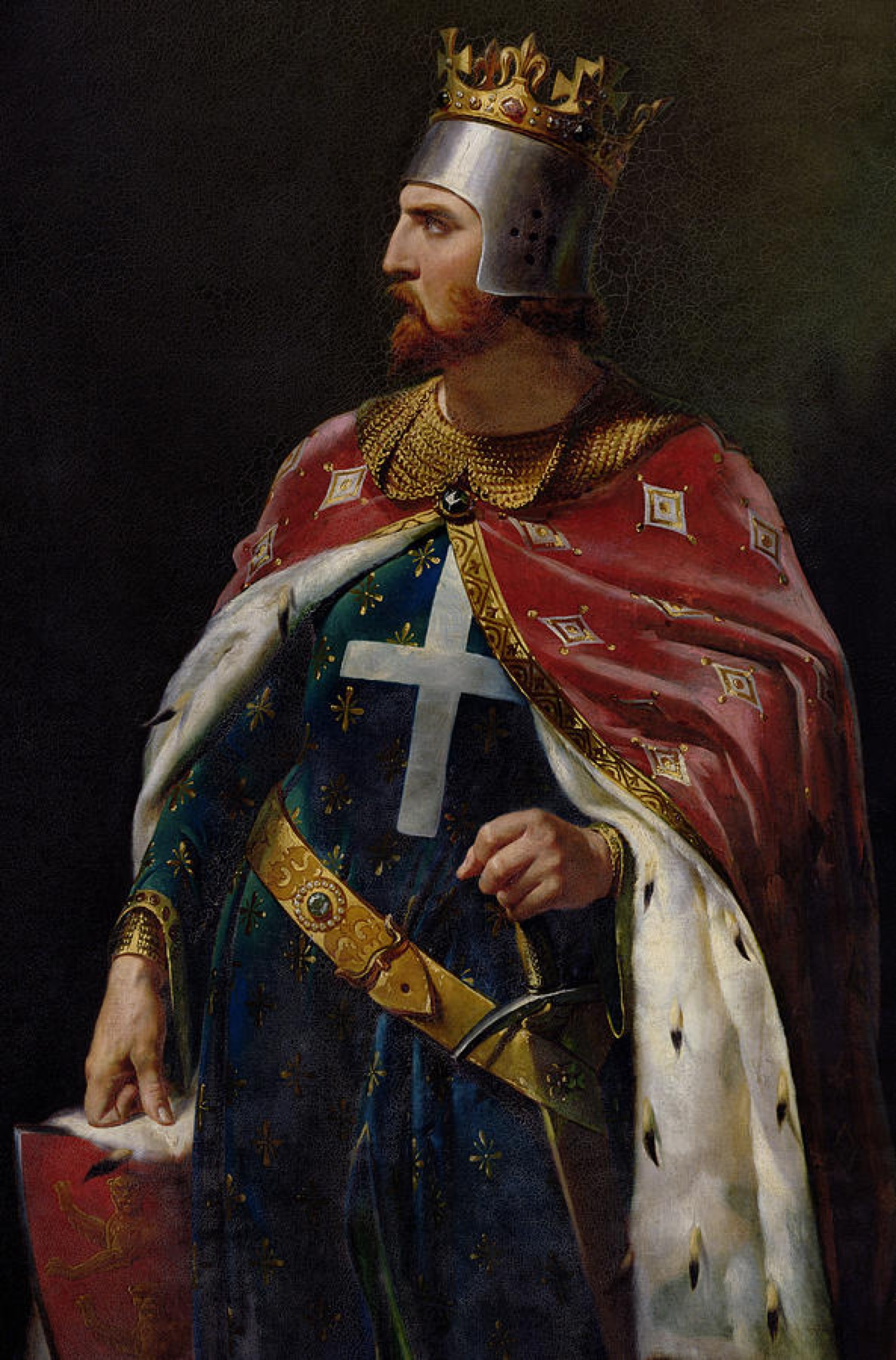
Richard Ier Cœur de Lion roi d'Angleterre, huile sur toile de Merry-Joseph Blondel datant de 1841 : Jacques Choffel a consacré en 1983 un ouvrage à Richard Cœur de Lion.

- Le Duc Charles Ier d'Orléans : Chronique d'un prince des fleurs de lys, Paris, Nouvelles Éditions Debresse, 1968, 326 p. (ISBN 978-2-85157-592-0, lire en ligne)
- La Guerre de succession de Bretagne, Paris, Éditions Fernand Lanore, 1975, 192 p. (ISBN 978-7-6300-0356-4, présentation en ligne, lire en ligne)
- Le Dernier Duc de Bretagne : François II, Paris, Éditions Fernand Lanore, 1977, 280 p. (ISBN 978-7-6300-0357-1, présentation en ligne, lire en ligne)
- La Bretagne sous l'orage Plantagenêt, Paris, Éditions Fernand Lanore, 1979, 248 p. (ISBN 978-7-6300-0355-7, présentation en ligne, lire en ligne)
- Robert de Normandie : Le duc aux courtes bottes, Paris, Éditions Fernand Lanore, 1981, 239 p. (ISBN 978-7-6300-0354-0, lire en ligne)
- Louis VIII le Lion : Roi de France méconnu Roi d'Angleterre ignoré, Paris, Éditions Fernand Lanore, 1983, 224 p. (ISBN 978-7-6300-0506-3, présentation en ligne, lire en ligne)
- Richard Cœur de Lion : ...et l'Angleterre cessa d'être normande, Paris, Éditions Fernand Lanore, 1985, 261 p. (ISBN 978-2-85157-005-5, lire en ligne)
- Mais où sont les Normandes d'antan, Paris, Éditions Fernand Lanore, 1988, 219 p. (ISBN 978-2-85157-046-8, lire en ligne)
- Richard Sans Peur : Duc de Normandie 932-996, Paris, Éditions Fernand Lanore, 1999, 221 p. (ISBN 978-2-85157-177-9, lire en ligne)

## Prix littéraires
- 1980 - Lauréat de l'Académie française, prix René Petiet pour La Bretagne sous l'orage Plantagenêt[9].